# Wiebbe Hayes

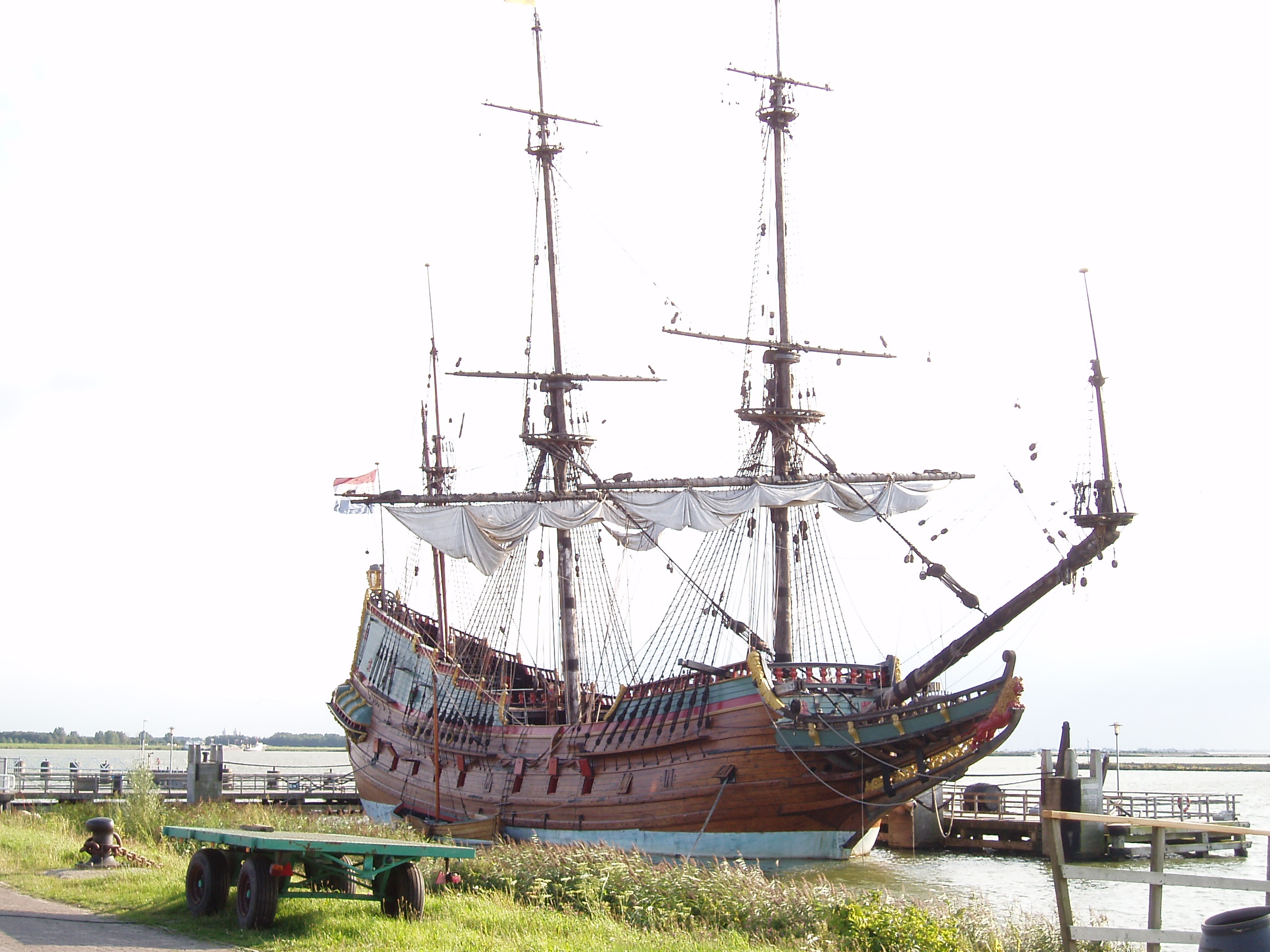
Replica van de Batavia

Wiebbe Hayes (geboren rond 1608) was een koloniale soldaat uit Winschoten, Groningen. Hayes werd een nationale held nadat hij een groep soldaten, zeelui en andere overlevers van de schipbreuk van de Batavia had geleid tegen verscheidene muiters aangevoerd door Jeronimus Cornelisz op de Albrolhoseilanden (Wallabigroep), aan de West-Australische kustlijn in 1629.

## Biografie
Er is weinig bekend over Hayes' achtergrond en jeugd. Het wordt algemeen aangenomen dat hij van Friese afkomst was, al kwam hijzelf uit het Groningse dorp Winschoten.
Omdat Hayes in staat was te lezen en te schrijven, gelooft men dat hij op z'n minst een basisscholing had genoten, en is het waarschijnlijk dat hij afkomstig was van een gerespecteerde, maar verarmde familie.
In oktober 1628 betrad Hayes het schip de Batavia samen met ongeveer 70 andere soldaten. Aangenomen door de Vereenigde Oostindische Compagnie of VOC staken de militairen van wal voor een versterkingstaak van vijf jaar in de kolonie Batavia (thans Jakarta). De meeste mannen in dienst waren late tieners en jonge twintigers. Van Hayes zelf wordt gedacht dat hij rond de 21 jaar oud moest zijn geweest.

## Schipbreuk
In de vroege ochtend van 4 juni 1629, zeilde de Batavia op volle snelheid toen de verkenner de indruk had dat het schip in ondiep water kwam. Toen hij de schipper, Adriaen Jacobsz, waarschuwde besliste die om uiteindelijk niet de koers te wijzigen, omdat hij dacht dat om een weerspiegeling van maanlicht ging. Kort daarop strandde de Batavia op volle snelheid op Morning Reef in de Wallibigroep. Pogingen om het schip vlot te krijgen faalden.

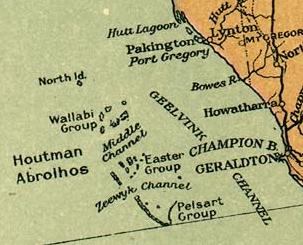
Een kaart uit 1916 van de Houtman Abrolhos die de Wallabigroep toont

De VOC-hoofdkoopman Francisco Pelsaert en de schipper, Andriaen Jacobsz, waren er zich van bewust dat er slechts één manier bestond om de overlevenden te kunnen redden. Vier dagen na de schipbreuk hebben zij, samen met 40 anderen in een reddingsloep naar Java gevaren om hulp te zoeken. Bij de afwezigheid van Pelsaert en Jacobsz werd Jeronimus Cornelisz de leider van de groep. Die Cornelisz had een complot gesmeed vóór de schipbreuk en had samen met zijn medestanders gepland om de Batavia te gebruiken voor piraterij. Na de schipbreuk hadden Cornelisz en zijn aanhangers in de plaats ervan geplot om dan maar het reddingsschip te kapen wanneer het terugkeerde. Alvorens hij dit kon doen, echter, moest hij het gezelschap dat hiervoor in de weg stond eerst neutraliseren.
Op een gegeven punt, had een groep loyale en geharde militairen spontaan de leiding van Wiebbe Hayes aanvaard. Hayes was een doodgewone soldaat, maar tijdens de zware omstandigheden die zij moesten ondergaan zou hij ongewone kwaliteiten moeten hebben vertoond van natuurlijke aanleg voor leiderschap en moed, waarmee hij het respect en vertrouwen van zijn collega's zou hebben gewonnen. Archieven tonen aan dat Hayes uit het niets in een verantwoordelijke rol stapte.
De leiderschapskwaliteiten van Hayes werden ook opgemerkt door Cornelisz en zijn medestanders. Onder het voorwendsel dat de overlevers ruimte en materiaal tekort kwamen op Beacon Island werd Hayes, samen met 20 andere mannen, een aantal soldaten inbegrepen, aangewezen door Cornelisz om vers water te gaan zoeken op twee nabijgelegen eilanden, thans bekend als West- en Oost-Wallabi-eilanden Cornelisz overtuigde Hayes en zijn aanverwanten om zijn wapens achter te laten alvorens op zoek te gaan. Hij nam aan dat de mannen nooit water zouden vinden en uiteindelijk zouden omkomen van de dorst of ongewapend terug zouden komen en nietsvermoedend naar Beacon Island zouden keren waarop zij met gemak uitgeschakeld zouden kunnen worden.
Nu zijn potentiële tegenstanders uit de weg geruimd waren namen Cornelisz en zijn kompanen het eiland over en regeerden er met ijzeren vuist, waarbij zij zich bezondigden aan verkrachting, moord en algemene terreur tegen de passagiers die niet meewerkten aan het complot.

## Verzet
Bijna drie weken na Hayes' vertrek naar de 'hoge eilanden', werd er vanop één eiland een rooksignaal opgemerkt. Wiebbe Hayes en zijn manschappen hadden dus water gevonden. Dit maakte het heel wat ingewikkelder voor Cornelisz, die geloofde dat de gestrande groep eerder dood of stervende zou zijn geweest. Dit betekende ten eerste dat zij konden overleven en ten tweede dat hij gevaar liep dat eender welk reddingsschip gewaarschuwd zou kunnen worden mocht alles bekend worden.

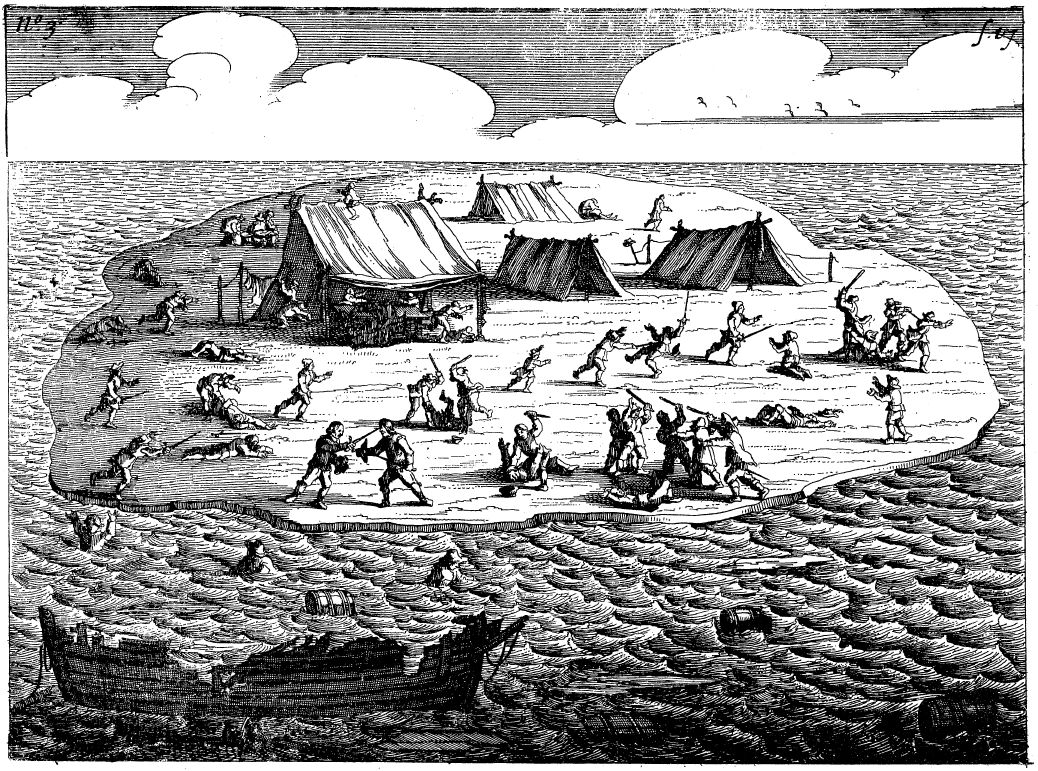
Een gravure uit 1646 die het bloedbad op Beacon Island uitbeeldt

Aanvankelijk negeerde Cornelisz de rookpluim en Hayes vroeg zich af waarom niemand arriveerde op het eiland waar hij en zijn makkers zich bevonden. Tijdens de dagen hierop ontsnapte een kleine groep uit het schrikbewind van Cornelisz bende en begonnen af te drijven over de lagune naar Hayes' locatie op een zelfgemaakt vlot. Via hun verhalen kwam de waarheid aan het licht over de verkrachtingen, de moorden en het bloedbad.
Ondanks het feit dat hij eigenlijk lager in rang was dan twee aanwezige VOC'ers, nam Hayes het bevel over de groep en organiseerde een verdediging van het eiland. Hij kwam op het idee om primitieve wapens te vervaardigen als knotsen, speren en planken van het scheepswrak van de Batavia met erdoor 40 centimeter lange spijkers. Aan de top van een afhelling liet hij een klein fort bouwen nabij de waterput. Binnenin de omwalling stapelden de mannen zware rotsen en scherpe stenen op om te kunnen werpen naar mogelijke aanvallers indien ze het fort zouden bestormen.
Tijdens augustus en september ondernamen Cornelisz en zijn bende drie pogingen om het eiland in te nemen, maar ze werden telkens teruggedreven. Tijdens de derde poging was Cornelisz zelfs gevangengenomen en zijn drie beste onderbevelhebbers gedood. Dientengevolge vluchtte de rest in paniek weg. Op 17 september trachtten de muiters voor de vierde maal het eiland in te nemen met twee musketten en hadden ditmaal succes door vanop afstand te schieten. In het midden van de strijd, echter, verscheen het zeil van het VOC-schip Saerdam aan de horizon onder het commando van Pelsaert, die was teruggekeerd. Hayes was ditmaal alweer de muiters te vlug af en verzamelde een groep om al roeiende het reddingsschip te bereiken, om zo de bemanning te waarschuwen over de intenties van Cornelisz en zijn muiters. Toen deze laatsten Pelsaers schip bereikten, kwamen zij erachter dat hun complot uitgekomen was, en ze gaven zich uiteindelijk over zonder verzet, waarbij sommigen alle gruwelijke daden opbiechtten.

## Nasleep

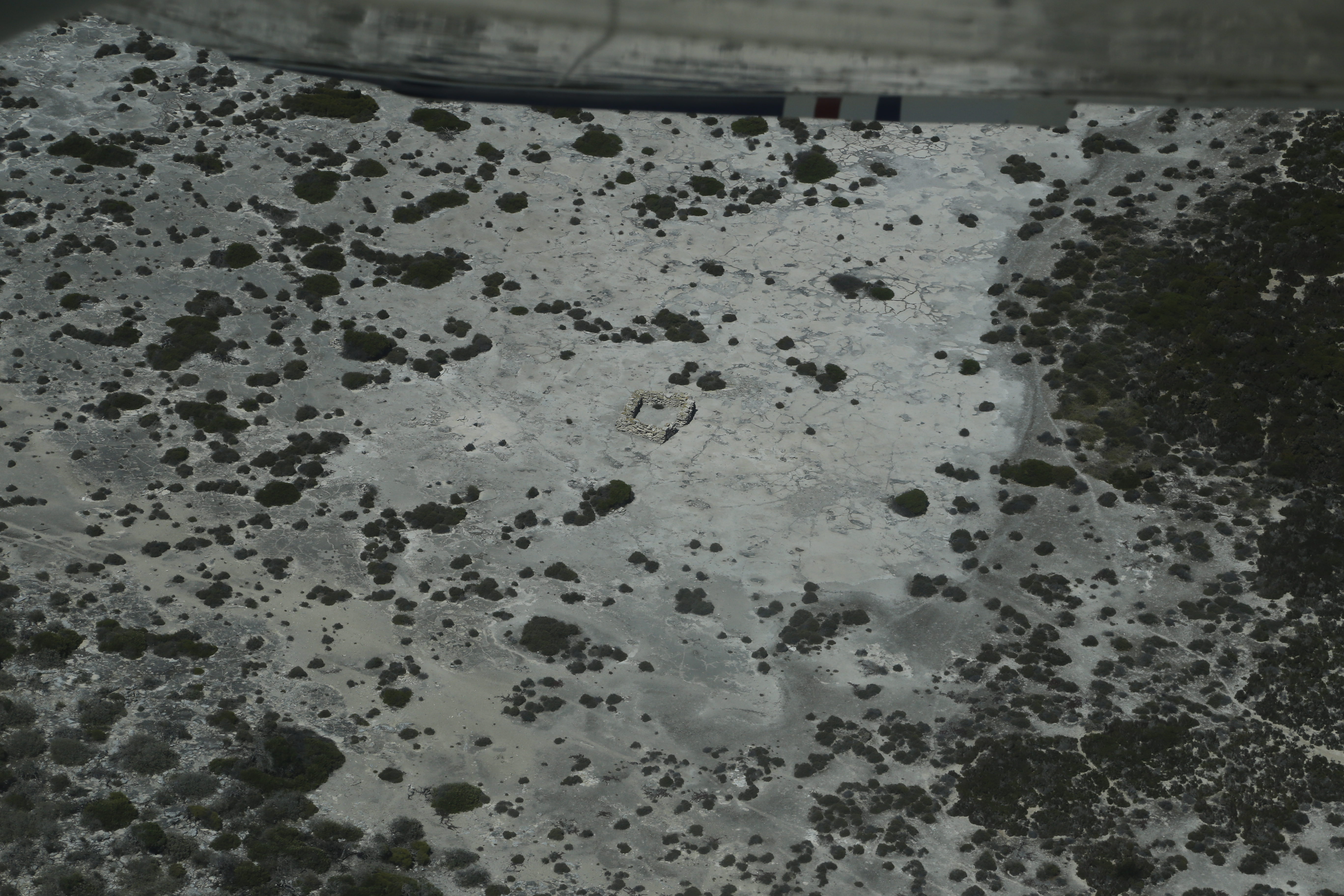
Wiebbe Hayes Fort op West Wallabi Island

Pelsaert promoveerde Hayes meteen tot sergeant — met een salaris van 18 gulden per maand, tweemaal zijn vorig soldij — en plaatste hem aan het hoofd van alle overlevende soldaten. Bij aankomst in Batavia werd Wiebbe Hayes tot nationale held uitgeroepen, kreeg decoraties van de VOC en werd nogmaals gepromoveerd, nu tot standaarddrager (luitenant), met nogmaals een fikse salarisverhoging. Deze tweede promotie is ook de laatste geschreven bron die Hayes vermeldt in de Nederlandse archieven en er is dan ook niets bekend over het verdere verloop van zijn leven. Men gedenkt hem om zijn daden die getuigen van zijn sterke persoonlijkheid, militaire vaardigheden, natuurlijk leiderstalent, besluitvaardigheid en moed.
De overblijfselen van de verdedigingsmuren en ingraving gebouwd door Wiebbe Hayes en zijn mannen in West Wallibi Island zijn de oudste Europese 'bouwwerken' op Australisch grondgebied. Het fort en de waterput zijn tot op de dag van vandaag nog te bezichtigen.
In de jaren 70 werden het wrak van de Batavia en vele artefacten naar boven gehaald. Velen van hen worden nu tentoongesteld in de Shipwreck Galleries in Fremantle en Geraldton in West-Australië.